# Copa Sevilla 2002
Il Copa Sevilla 2002 è stato un torneo di tennis facente parte della categoria ATP Challenger Series nell'ambito dell'ATP Challenger Series 2002. Il torneo si è giocato a Siviglia in Spagna dal 30 settembre al 5 ottobre 2002 su campi in terra gialla.

## Vincitori

### Singolare
Olivier Mutis ha battuto in finale  Albert Portas con il punteggio di 6–3, 7–5.

### Doppio
Mariano Hood /  Luis Horna hanno battuto in finale  Álex López Morón /  Albert Portas con il punteggio di 4–6, 6–1, 6–4.